# Hubert Hahne
 (avril 2019).
Si vous disposez d'ouvrages ou d'articles de référence ou si vous connaissez des sites web de qualité traitant du thème abordé ici, merci de compléter l'article en donnant les références utiles à sa vérifiabilité et en les liant à la section « Notes et références ».
Pour les articles homonymes, voir Hahne.
Hubert Hahne, né le 28 mars 1935 à Moers (tout comme près de 5 ans plus tard Helmut Kelleners, autre champion continental de Tourisme) et mort le 24 avril 2019 à Düsseldorf, est un pilote automobile allemand, essentiellement en voitures de tourisme  et en Formule 2, sur circuits.
Il a pour frères Bernd et Armin Hahne, eux-mêmes pilotes automobiles.

## Biographie
Sa carrière s'étale entre 1960 avec les 6 Heures du Nürburgring jusqu'en 1969, majoritairement sur BMW pour les voitures fermées.
En 1963 il conquiert une Coupe d'Europe de Tourisme, sur BMW 700. L'année suivante, il gagne le Deutsche Rundstrecken-Meisterschaft sur BMW 1800 Ti en sortant vainqueur de 14 des 16 manches, ainsi que ses deux premières courses en ETCC de l'année à Zandvoort et Budapest.
Il remporte le Championnat d'Europe FIA des voitures de tourisme en 1966 sur BMW 2000 TI, notamment grâce à une victoire aux 24 Heures de Spa avec Jacky Ickx. Cette même année il fait ses débuts en Formule 2.
En 1968 il s'impose aux 6 Heures du Nürburgring et en 1969 aux 6 Heures de Brands Hatch, chaque fois sur BMW 2002.
En 1969 Hubert Hahne devient vice-champion d'Europe en F2 et, en 1970 remporte le Ve Rhein-Pokalrennen de F2, à Hockenheim sur BMW.
Hubert Hahne dispute le Grand Prix d'Allemagne en 1966 (9e sur Matra MS6-BRM pour Tyrrell et deuxième F2 derrière Jean-Pierre Beltoise), 1967 (sur Lola-BRM T100, abandon) et 1968 (10e avec la Lola T102), ainsi que le Grand Prix automobile d'Espagne 1967 avec la T100 (alors hors championnat).
En 1970 il épouse l'actrice Diana Körner et se retire de la compétition automobile après avoir manqué la qualification pour son quatrième Grand Prix d'Allemagne, sur March-Ford.

## Galerie

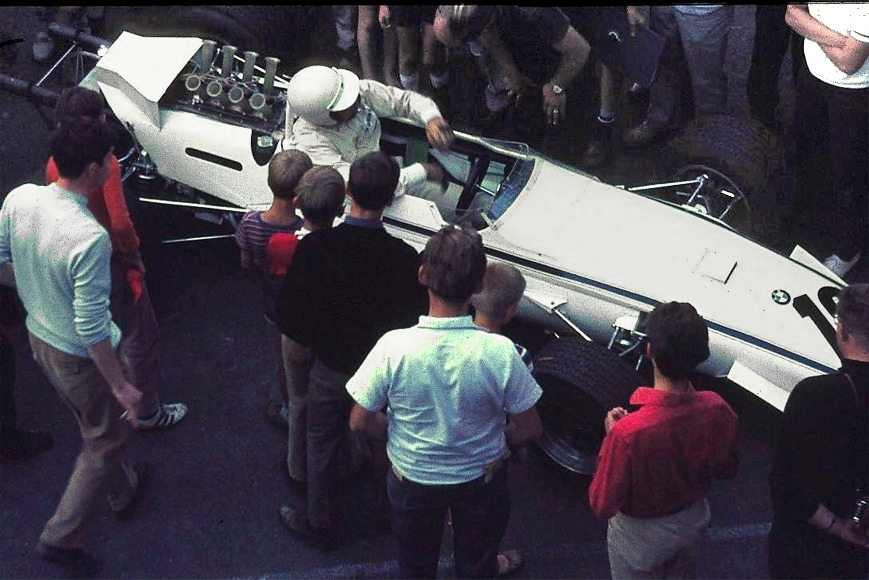
Hubert Hahne en 1968 sur la BMW F2 au Nürburgring.
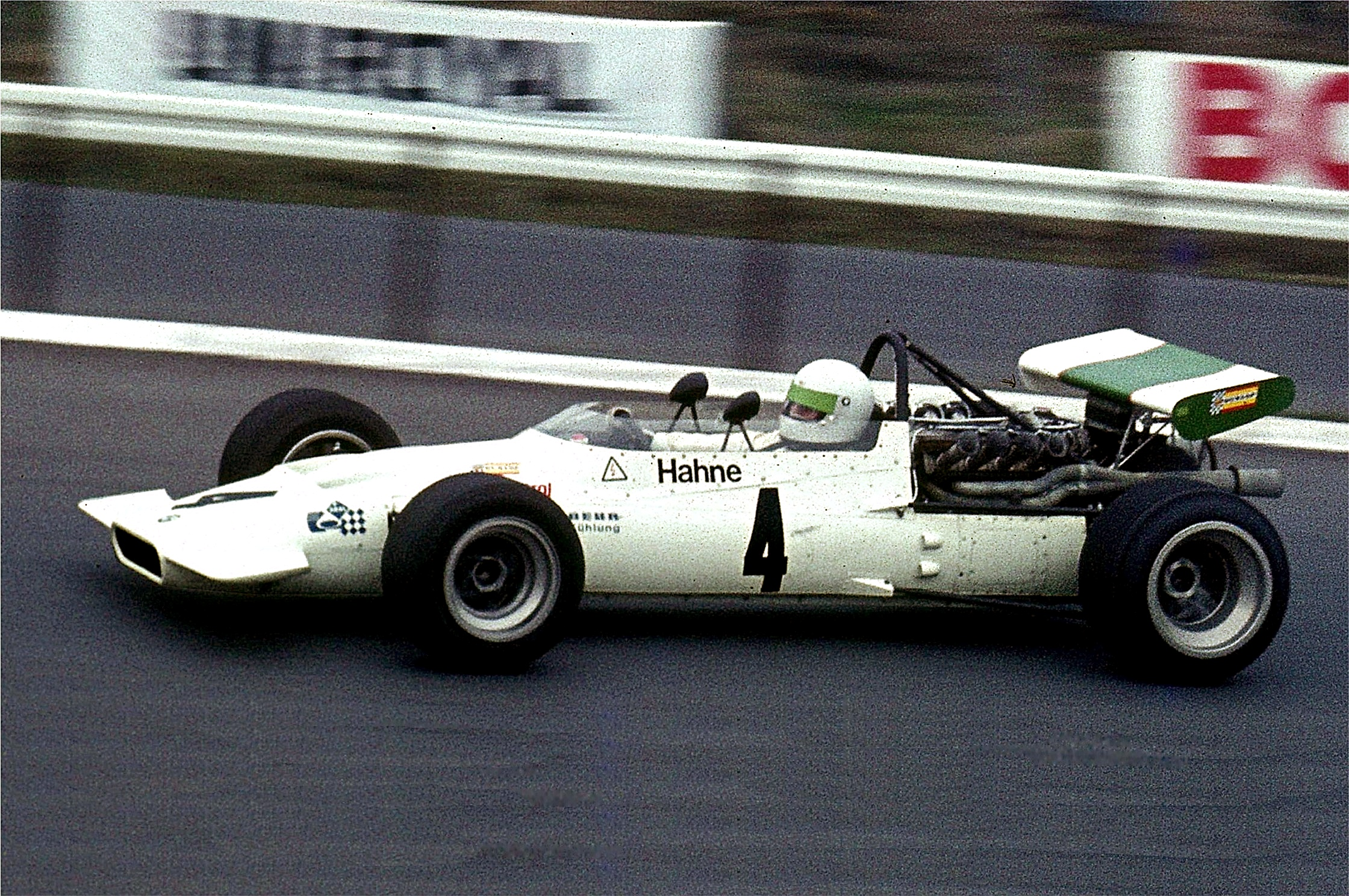
Hubert Hahne en 1970 dans une BMW F2 à l'Eifelrennen (Nürburgring).